# 高额马先蒿
高额马先蒿（学名：Pedicularis altifrontalis）是列当科马先蒿属的植物，是中国的特有植物。分布在中国大陆的西藏等地，生长于海拔3,800米的地区，一般生长在湿草地中，目前尚未由人工引种栽培。

## 异名
- Pedicularis altifrontalis Tsoong var. tibetica Bonati